# Julián de Chía
Julián de Chía (Toledo, 1818-Mataró, 1898) fue un archivero e historiador español.

## Biografía
Nacido en 1818 en Toledo, fue archivero del Ayuntamiento de Gerona. Fue redactor en dicha ciudad del semanario La Primavera, director de La Cotorra (1861) y colaborador de la Revista de Ciencias Históricas, entre otras publicaciones. Entre sus obras se encontraron títulos como Bandos y bandoleros en Gerona (1888-1890). Falleció en 1898 en Mataró.